# Heiner Müller
Reimund Heiner Müller, pseudônimo Max Messer (Eppendorf, 9 de janeiro de 1929 — Berlim, 30 de dezembro de 1995), foi um dramaturgo e escritor alemão. Sua carreira literária teve início quando o socialismo estava sendo construído na República Democrática Alemã - o lado oriental da Alemanha dividida. 
É considerado um discípulo e seguidor de Bertolt Brecht, sendo lembrado como um dos mais importantes dramaturgos de língua alemã da segunda metade do século XX e um dos principais autores que refletiram sobre a história recente do país. Importante também como letrista, autor de prosa e ensaísta, Müller foi presidente da Academia de Artes de Berlim, por um curto período, em 1990.

## Biografia
Heiner Müller nasceu em Eppendorf, Saxônia. Entrou para o Partido Socialista Unificado da Alemanha (Sozialistische Einheitspartei Deutschlands, SED), em 1947, e para a Associação de Escritores Alemães (Deutscher Schriftsteller-Verband, DSV), em 1954. Tornou-se um dos mais importantes dramaturgos da República Democrática Alemã, tendo sido agraciado com os prêmios Heinrich Mann (1959) e Kleist (1990).
Sua relação com a Alemanha Oriental (RDA) começou a se deteriorar, entretanto,  em 1961, quando o seu drama Die Umsiedlerin oder Das Leben auf dem Lande (peça cujo pano de fundo  é a coletivização da agricultura na RDA) foi censurado depois de apenas uma apresentação, em 30 de setembro de 1961. A peça estreou como parte da Semana Internacional do Teatro Estudantil, na Hochschule für Ökonomie, em Berlin-Karlshorst. O Partido declarou a peça contrarrevolucionária e proibiu a sua apresentação. No mesmo ano Müller foi expulso da Associação de Escritores Alemães. O governo manteve a censura a ele nos anos posteriores, proibindo a estreia de Der Bau,   em 1965, e censurando o seu Mauser, no início dos anos 1970. 
Müller começou a trabalhar com várias companhias e grupos teatrais da Alemanha Ocidental nos anos 1970 e 1980, dirigindo as estreias de alguns dos seus textos mais conhecidos:  Germania Tod in Berlin (Germania Morte em Berlim), em Munique, 1978, Die Hamletmaschine (Hamletmachine), em Essen, 1979 e Der Auftrag (A Missão), em Bochum, 1982.
Todavia, ao ganhar prestígio internacional, passou a ser cada vez mais aceito na Alemanha Oriental. Foi admitido na Academia de Artes da RDA em 1984, dois anos após tornar-se membro da Academia de Artes de Berlim Ocidental. Mesmo com essas honras, Müller não seria readmitido na Associação de Escritores Alemães antes de 1988, pouco antes do fim da RDA. Depois da queda do Muro de Berlim, Müller tornou-se presidente da Academia de Artes da RDA por um curto período, em 1990. Em 1992, foi convidado a assumir a direção do Berliner Ensemble, antiga companhia de Brecht, como um de seus cinco membros. Pouco antes de sua morte, foi nomeado diretor artístico da companhia.

## Textos para teatro

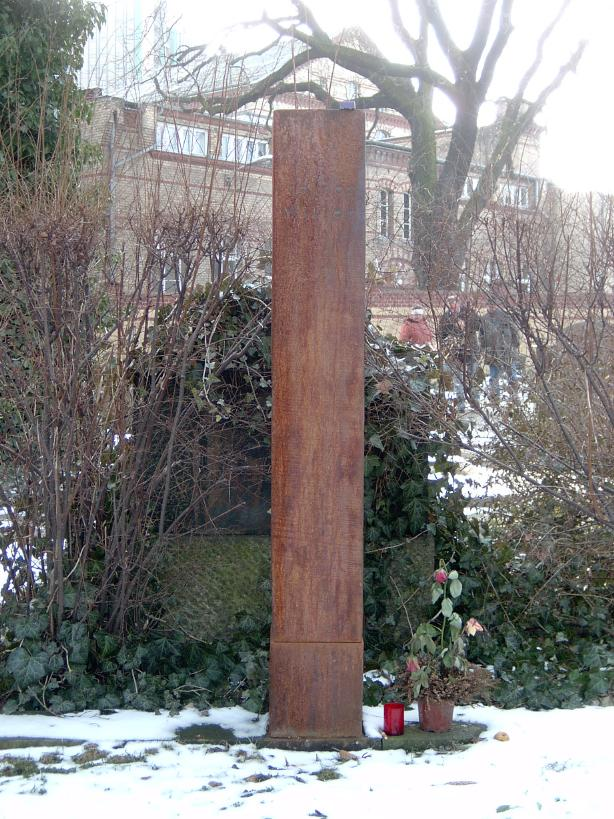
Campa de Heiner Müller

- Die Hamletmaschine (Hamlet Machine)
- Medeamaterial
- Sísifo
- Hercules 2
- Germania Tod in Berlin (Germania Death in Berlin) (Germânia 3)
- Macbeth
- Peça Coração
- O Cimento
- Auftrag (A Missão)
- Die Umsiedlerin (The Resettler Woman)
- Der Bau (Construction Site)
- Quartet (Quarteto)

## Poemas dramáticos
- O Anjo do desespero
- A morte de Séneca
- O bloco de Mommsen
- Ajax por exemplo